# パンチクラブ
パンチクラブは、シーエス日本（CS日本）がe2 by スカパー!（現・スカパー!）で放送していた女性グラビアアイドルを中心とした専門チャンネル。

## 概要
2003年6月30日で放送終了した「電波少年的放送局」に代わるチャンネルとして放送開始。ロゴマークは3つのPがあり、その中がハートになっているものであった。
放送開始当初は、つくばテレビがスカイパーフェクTV!（現・スカパー!プレミアムサービス（標準画質））で放送していたkitまんぞくクラブ（現・エンタ!371）のサイマル放送（同チャンネルが成人向け番組を放送していた深夜は独自編成）であった。2004年途中から、MONDO21（現・MONDO TV。ジャパンイメージコミュニケーションズ→ターナージャパン）の番組も放送するようになった。
単独契約視聴料は1,050円/月。e2基本パック（現・スカパー!基本プラン）に含まれていた。
2008年3月31日で放送を終了し、同年4月1日より同チャンネルにて「Fashion TV」の放送が開始された（2009年3月31日終了）。パンチクラブ終了のメッセージのあと、新チャンネルに映像が切りかわった。放送終了は親会社の日本テレビの放送基準の変更が一因とされる。
パンチクラブ閉局後、e2ではMONDO TVとエンタ!371の番組が長らく放送されない時期に入り、次につくばテレビとMONDO TVの番組が放送されたのはスカチャンとBSスカパー!での一部の番組の遅れ放送となった。その後、2016年10月1日より東経110度CS放送においてMONDO TVの放送を開始した（再びCS日本が放送）。

## おもな番組
- パンクラクイーン大開放→梨花ちゃんハウスへいらっしゃい（プロモーション番組）

### MONDO21
- グラビアの美少女
- 桃のふくらみ
- 悩殺×女神
- 女子アナ水着ニュース
- 水着でFight! アイドル☆サバイバル
- MONDO GIRLSのぶっちゃけヤバくね!?
- MONDO21麻雀プロリーグ
- 岡田斗司夫のプチクリ学園
- 矢部美穂のオンナの蜜談
- 山田五郎アワー『新マニア解体新書』
- 新・モンド総合研究所
- 泉麻人&山田玲奈のお天気マニア
- 松本伊代のキラキラ80's
- 競馬場の達人
- よろしくメカドック（アニメ）
- 秘境駅へ行こう!（初出は旅チャンネル）
- 全国秘境駅ファイル
- 川島令三&向谷実の鉄道マニア倶楽部
  - 川島令三＆向谷実の鉄道マニア倶楽部Ver.2
- 乗り鉄おすすめ!鉄道トラベラーズ
  - 乗り鉄トラベラーズ2ndシーズン
- ゲノムの予言
- VINUSTV

など

### エンタ!371
- News!371
- エンタ!SELECTION（無料放送）
- セクシーショット（無料放送）
- 萌ール・オブ・TV（無料放送）
- 無料!371メドレー（エンタ!371番組案内）
- ハイ美女ん?
- アイドルの星
- πの殿堂
- Tの大罪2nd
- 現役女子高生ファイル
- muni2天国
- デジドル@プロモ
- グラドルTV371
- アイドルにかけろ!
- スク水温泉
- 激写時間
- 元祖・体育の時間
- 紐ビキニなBerrys
- コスチュームプリンセス
- Jチェキ!
- 小中学生限定美少女学園
- U15'sグラフィティ
- moecco TV
- アイドル“独断と偏見”情報局
- ピラミッド・ガールズ
- プラステ
- アイドルデート!TOKYO EXit
- ZAK THE QUEEN
- AKB48+10!
- ぴなメイドの時間
- The Sisters
- オンナノコノオト

など

### 日テレプラス&サイエンス
- ぷるぷるアイドル日テレジェニック学園
- 日テレジェニック美女2

### オリジナル番組
- どっきゅん☆シャッフルアワー
- ずっきゅん☆アイドルアワー
- 萌え萌え☆アイドルアワー
- 初恋☆少女
- 戦うおんなのこ。2
- 戦うおんなのこ。
- ひみchu!クラブ
- ゆか♀ゆか♀ゆかいな仲間たち♂
- パジャマレンジャー
- ピチピチパニック注意報!
- 日テレジェニックの宝箱
- 近代少女美術館
- 及川奈央のぶっかけ☆イッたっしょ!?
- パンクラアイドル大集合!